# Joe Adcock
Joseph Wilbur "Billy Joe" Adcock (30 de outubro de 1927 – 3 de maio de 1999) foi um jogador e treinador americano de beisebol profissional da Major League Baseball, atuando tanto nas grandes ligas como nas ligas menores. Foi melhor conhecido como primeira base e rebatedor destro do poderoso   Milwaukee Braves dos anos 1950, cuja carreira inclui várias façanhas em home runs. Seu apelido "Billy Joe" foi inspirado na estrela do basquetebol da Vanderbilt University "Billy Joe Adcock" e foi popularizado por Vin Scully.